# Apodemus
Apodemus (Kaup, 1829) è un genere di Roditori della famiglia dei Muridi. 

## Descrizione

### Dimensioni
Al genere Apodemus appartengono roditori di piccole dimensioni, con lunghezza della testa e del corpo tra 60 e 150 mm, la lunghezza della coda tra 70 e 145 mm e un peso fino a 50 g.

### Caratteristiche craniche e dentarie
Il cranio presenta una scatola cranica larga, un rostro allungato, le arcate zigomatiche sottili e le bolle timpaniche non particolarmente rigonfie. Le ossa nasali si estendono leggermente oltre la linea degli incisivi. Il palato è largo e con i fori anteriori ampi. Alcune specie presentano creste sopra-orbitali sviluppate. I molari presentano cuspidi ben sviluppate, il primo e secondo superiore sono provvisti di una cuspide posteriore sul lato interno assente invece nel genere Mus.
Sono caratterizzati dalla seguente formula dentaria:

### Aspetto
La pelliccia è generalmente soffice, le parti dorsali variano dal brunastro al grigiastro, quelle ventrali sono principalmente bianche. In una specie è presente una striscia dorsale scura mentre in diverse altre specie è presente una macchia arancione sul petto. Il muso è lungo ed appuntito, gli occhi e le orecchie sono grandi. Le zampe anteriori sono di dimensioni e forma normali, i piedi sono lunghi e notevolmente sottili, con le tre dita centrali allungate e quelle esterne non ridotte. La coda è ricoperta moderatamente di peli ed è di solito lunga quanto la testa ed il corpo. Le femmine hanno 6-8 mammelle.

## Distribuzione
Sono roditori terricoli diffusi in gran parte dell'Ecozona paleartica, dall'Islanda al Giappone; nella Ecozona orientale settentrionale, e nell'Africa settentrionale.

## Tassonomia
Il genere comprende 21 specie, di cui 4 presenti in Italia.
- Sottogenere Apodemus - Creste sopra-orbitali presenti. Le femmine hanno 2 paia di mammelle pettorali e 2 paia inguinali.
  - Apodemus agrarius (Europa, Asia - presente anche in Italia, ma solo nel Nord)
  - Apodemus argenteus (Giappone)
  - Apodemus chevrieri (Cina)
  - Apodemus draco (Cina)
  - Apodemus gurkha (Nepal)
  - Apodemus latronum (Myanmar, Cina)
  - Apodemus peninsulae (Asia nordorientale)
  - Apodemus semotus (Taiwan)
  - Apodemus speciosus (Giappone)
- Sottogenere Sylvaemus (Ognev, 1924)  - Creste sopra-orbitali assenti. Le femmine hanno un paio di mammelle pettorali e 2 paia inguinali.
  - Apodemus alpicola (endemico delle Alpi, compreso il versante italiano)
  - Apodemus avicennicus (Iran)
  - Apodemus epimelas (Balcani)
  - Apodemus flavicollis (Europa e vicino Oriente - presente anche in tutta Italia, escluse Sicilia e Sardegna)
  - Apodemus hyrcanicus (Iran e paesi vicini)
  - Apodemus mystacinus (Turchia, Caucaso, Medio Oriente, Creta, Rodi)
  - Apodemus pallipes (Asia centrale, India, Cina)
  - Apodemus ponticus (Caucaso)
  - Apodemus rusiges (Kashmir)
  - Apodemus sylvaticus (Europa - presente anche in tutta Italia, comprese Sicilia e Sardegna)
  - Apodemus uralensis (Europa orientale, Asia occidentale - non presente in Italia)
  - Apodemus witherbyi (Asia occidentale e centrale, Russia, Ucraina, Rodi)